# Valley (Nebraska)
Valley je grad u američkoj saveznoj državi Nebraska. Prema popisu stanovništva iz 2010. u njemu je živjelo 1,875 stanovnika.